# Haplophyllum perforatum
Haplophyllum perforatum là một loài thực vật có hoa trong họ Cửu lý hương. Loài này được (M. Bieb.) Vved. mô tả khoa học đầu tiên năm 1949.